# 덕과면
덕과면(德果面)은 대한민국 전북특별자치도 남원시의 면이다. 총면적은 2,375 ha로써 남원시의 3.2%를 차지하고 있어 비교적 작은 면에 속한다.

## 지리
남원시에서 북서쪽으로 15km지점인 동경127도 24분, 북위 35도 41분에 위치하고 있어 남으로는 사매면과 북으로는 임실군 오수면과 동북으로는 지사면과 접하고 있으며 남원시의 관문이다. 국도 17호선(여수∼청주)이 남북으로 관통하고 있으며 군도 14호선(보절 황벌 ∼ 오수)이 오수와 이어주고 있어 교통이 편리하다.

## 법정리
- 고정리(高亭里)
- 신양리(新陽里)
- 용산리(龍山里)
- 사율리(沙栗里)
- 덕촌리(德村里)
- 만도리(晩島里)

## 교육
- 덕과초등학교 (고정리)
  - 덕과북분교 (폐교) - 덕과면 덕과로 566 (용산리)